# 佩奇沃季
50°32′34″N 27°5′42″E / 50.54278°N 27.09500°E
佩奇沃季（烏克蘭語：Печиводи），是烏克蘭西部的村莊，隸屬赫梅利尼茨基州的舍佩蒂夫卡區。該村面積1.65平方公里，海拔高度200米，2001年該村落人口473。